# Жан-Клод Кариер
Жан-Клод Кариер (на френски: Jean-Claude Carrière) е френски сценарист, писател и актьор.

## Биография и творчество
Роден е на 17 септември 1931 година в Коломбиер сюр Орб в Лангедок в селско семейство. През 1957 година публикува първия си роман „Lézard“, след което е ангажиран от режисьора Жак Тати да пише кратки романи по неговите филми. Малко по-късно започва да пише сценарии за филми и през 1962 година получава „Оскар“ за късометражния „Heureux anniversaire“. През следващите години работи с Луис Бунюел и други водещи режисьори по филми като „Дневна красавица“ („Belle de jour“, 1967), „Излитане“ („Taking Off“, 1972), „Дискретният чар на буржоазията“ („Le charme discret de la bourgeoisie“, 1972), „Този неясен обект на желанието“ („Cet obscur objet du désir“, 1977), „Тенекиеният барабан“ („Die Blechtrommel“, 1979), „Непосилната лекота на битието“ („The Unbearable Lightness of Being“, 1988).

## Избрана филмография
- „Heureux anniversaire“ (1962)
- „Дневникът на една камериерка“ („Le Journal d'une femme de chambre“, 1964)
- „Хотел „Парадизо“ („Hotel Paradiso“, 1966)
- „Крадецът“ („Le Voleur“, 1967)
- „Дневна красавица“ („Belle de jour“, 1967)
- „Басейнът“ („La Piscine“, 1969)
- „Млечният път“ („La Voie lactée“, 1969)
- „Борсалино“ („Borsalino“, 1970)
- „Излитане“ („Taking Off“, 1972)
- „Дискретният чар на буржоазията“ („Le charme discret de la bourgeoisie“, 1972)
- „Призракът на свободата“ („Le Fantôme de la liberté“, 1974)
- „Този неясен обект на желанието“ („Cet obscur objet du désir“, 1977)
- „Тенекиеният барабан“ („Die Blechtrommel“, 1979)
- „Дантон“ („Danton“, 1983)
- „Непосилната лекота на битието“ („The Unbearable Lightness of Being“, 1988)
- „Сирано дьо Бержерак“ („Cyrano de Bergerac“, 1990)